# Пирятин (Дубенський район)
Пиря́тин — село в Україні, у Повчанській сільській громаді Дубенського району Рівненської області. Населення становить 423 осіб.

## Географія
Селом тече річка Повчанка.

## Герб
У лазуровому щиті із зеленою базою поверх всього перекинуті срібні стріли і шабля, покладені в косий хрест і супроводжувані зверху золотою чашею. У червоній главі срібний розширений хрест.

## Історія
В 1800 році в селі був побудований Свято-Михайлівський храм.
У 1906 році село Вербівської волості Дубенського повіту Волинської губернії. Відстань від повітового міста 12 верст, від волості 10. Дворів 93, мешканців 402.
7 (20) листопада 1917 року, відповідно до Третього Універсалу Української Центральної Ради, увійшло до складу Української Народної Республіки.
12 червня 2020 року, відповідно до розпорядження Кабінету Міністрів України № 722-р від «Про визначення адміністративних центрів та затвердження територій територіальних громад Рівненської області», увійшло до складу Повчанської сільської громади.
19 липня 2020 року, в результаті адміністративно-територіальної реформи та ліквідації Дубенського (1939—2020) району, село увійшло до складу Дубенського району.